# Tresa
Die Tresa (deutsch veraltet: Treis) ist ein Fluss in der italienischen Region Lombardei und im Kanton Tessin.

## Geographie

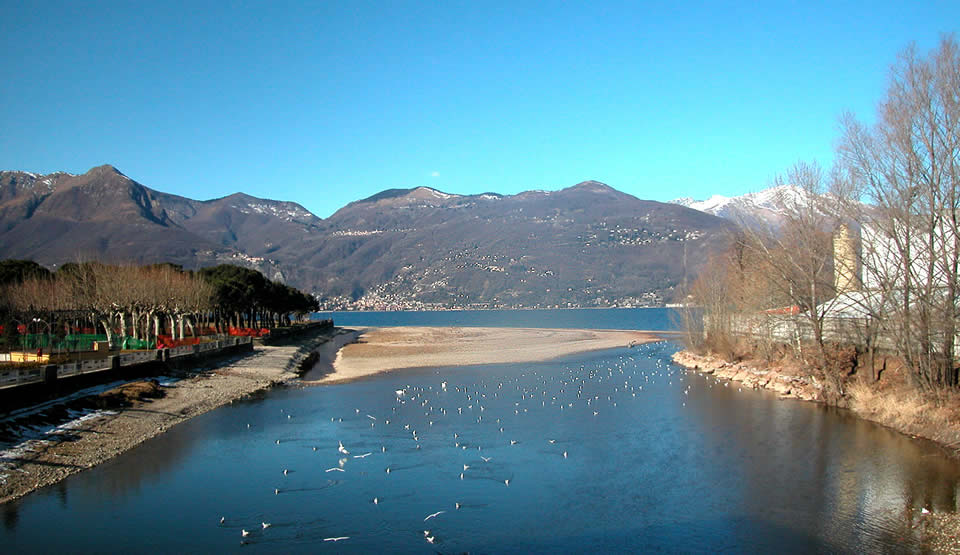
Die Tresa bei der Mündung in den Lago Maggiore

Sie fliesst bei Ponte Tresa auf einer Höhe von 271 m aus dem Lago di Lugano und bildet über die Hälfte ihrer Länge die Grenze zwischen dem Schweizer Kanton Tessin und der Provinz Varese in Italien. Nach rund 15 km mündet sie in 193 m Höhe zwischen Luino und Germignaga in den Lago Maggiore.

## Geschichte
Als einziger Abfluss eines 561 km² umfassenden Einzugsgebietes ist die Tresa gleich dem Luganersee sehr beträchtlichen Hochwassern unterworfen, deren bedeutendste 1868 und 1896 (Wasserstand an der Pegelstation Ponte Tresa 2,56 bzw. 2,83 m) eintraten. Eine regelrechte Korrektion der Tresa samt Regulierung des Seeabflusses hat 1963 stattgefunden.
Die Tresa war sehr fischreich. Insbesondere die zahlreichen Aale trugen zum Lebensunterhalt der Anwohner bei.